# Dirk Raudies
Dirk Raudies (Rindenmoos bij Biberach, 17 juni 1964) is een voormalig Duits motorcoureur.

## Carrière
Raudies begon zijn motorsportcarrière in 1986. Zijn eerste race reed hij in de juniorenserie Yamaha-Cup. Zijn eerste overwinning vierde hij in datzelfde jaar op de Nürburgring. In 1987 werd hij derde in de eindrangschikking van de Yamaha-Cup. In 1988 werd hij 13e in het Europees kampioenschap wegrace en in het Duits kampioenschap zevende.
Hij maakte in 1989 de overstap naar het wereldkampioenschap wegrace. Daar verzamelde Raudies 29 punten in de 125cc-klasse en werd 15e in het algemeen klassement. In het Europees kampioenschap van hetzelfde jaar werd hij derde. Zijn eerste winst in de 125cc-klasse was de Grand Prix van Brazilië in 1992. Zijn grootste succes behaalde Raudies in 1993, toen hij wereldkampioen werd in de 125cc-klasse op Honda. In 1995 won hij voor het laatst een grand prix. Dit was de TT Assen in Nederland. Zijn laatste race was de grand prix van Australië in 1997.
Raudies nam ook deel aan twee races in de autosport, namelijk in 1993 in de Porsche Supercup en in 2011 in de Duitse Volkswagen Scirocco R Cup.
Sinds 2004 is Raudies commentator van motorsportevenementen voor de televisiezender Eurosport.